# エピグラヴェット文化
エピグラヴェット文化（英語：Epigravettian）は、ヨーロッパの後期旧石器時代の最後の旧石器文化・産業（Archaeological industry）の一つ。エピ（epi）とはギリシャ語で「上」、英語で言う「above」の意味を表すもので、「Epigravettian」で地質での上、すなわちグラヴェット文化に後続する時代であることを意味する。

## 概要
最終氷期極大期（LGM）中の凡そ21000年前（BP 21000、放射性炭素年代測定法による）以降にみられるようになる。グラヴェット文化の文化的派生物であると考えられ、1964年にジョルジュ・ラプラスがこの後イタリアで発見された石器産業にちなんでタルディグラヴェット文化（後期グラヴェット文化の意味）と名付けたが、その後、独立的なその特徴をより強調するために改名された。その後、初期エピグラヴェット文化（Early Epigravettian、BP 20,000〜16,000）、発展エピグラヴェット文化（Evolved Epigravettian、BP 16,000〜14,000）、終期エピグラヴェット文化（Final Epigravettian、BP 14,000〜8,000）の3つのサブフェーズが確立され、さらに細分化・再分類がなされた。この意味で，エピグラヴェット文化は，フランスとスペインの大部分でソリュートレ文化がグラヴェット文化に取って代わった後のグラヴェティアンであるに過ぎない。
ヨーロッパでは、22,000年前以降、エピグラヴェット文化の中心地が複数かつ同時期に発展している。中心地は、フランス南西部、イタリア、バルカン半島、コーカサス、ウクライナ、ロシア西部からヴォルガ川岸を含む南ヨーロッパ、中央ヨーロッパ、東ヨーロッパの大部分にわたる。石器群は、イタリアの遺跡で初めて記録された。石相は地理的・地域的な大きなばらつきがあるが、どの遺跡でも背面の付いた刃、尖頭器、先端が加工された刃状突起などの小さな石材が多いことが特徴であった。エピグラヴェット文化は後期旧石器時代の最後の段階であり、BP 10000以降の中石器時代の文化に引き継がれた。
2016年5月にNatureで発表された遺伝子研究では、イタリアのリパリ・ヴィラブルーナ（Ripari Villabruna）から出土したエピグラヴェティア人の男性の遺骨が調査され、この個体は父方のハプログループR1b1と母方のハプログループU5bを保有していた。以前の研究で調べたジョージアのサツルブリア洞窟（Satsurblia Cave）からのエピグラヴェティア人は、父方ハプログループJ2と母方ハプログループK3を持っていることが判明している。